# 1Lib1Ref

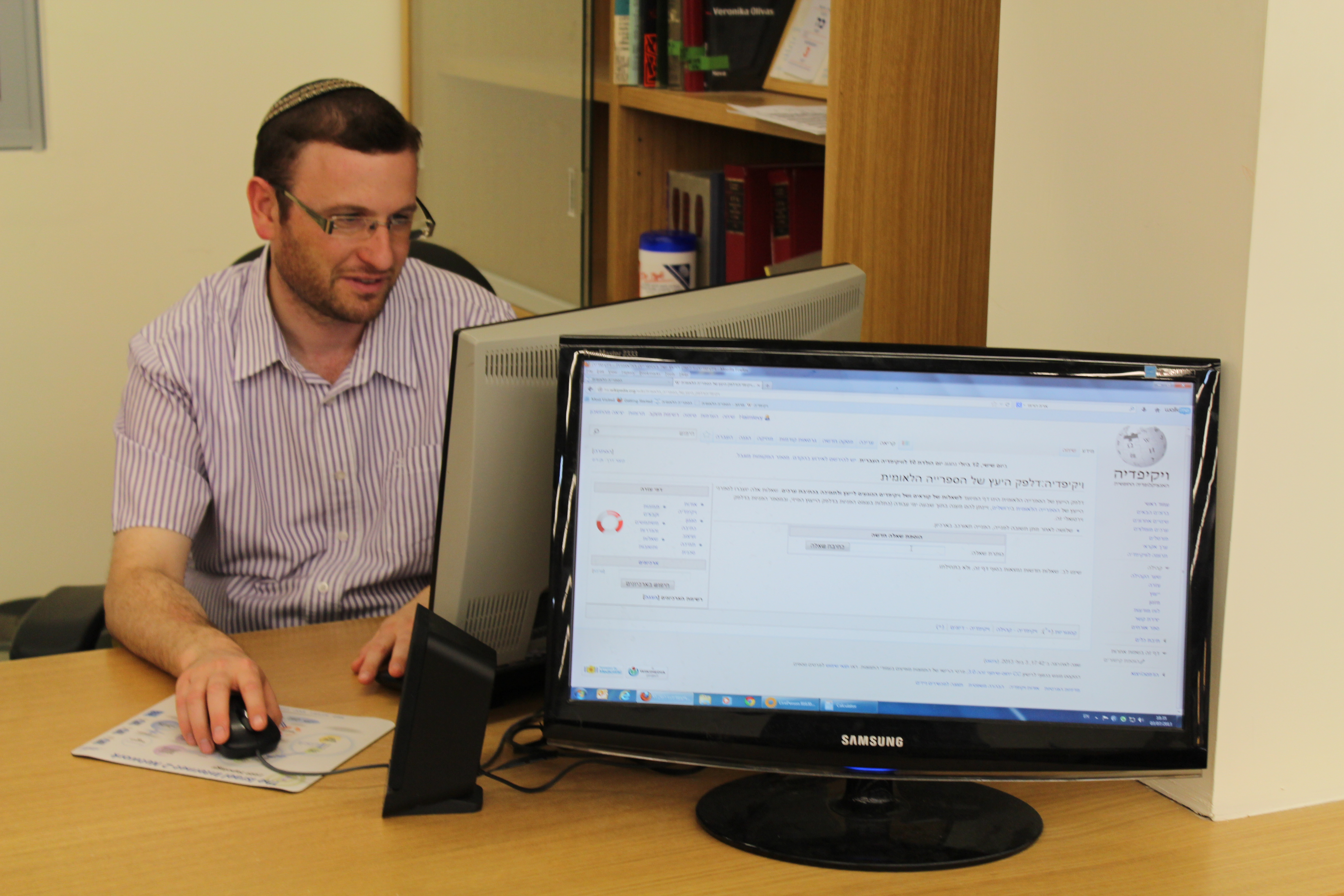
한 이스라엘인 사서가 위키백과를 사용하고 있다

#1Lib1Ref 또는 #1Bib1Ref는 특히 인용을 추가하여 문서의 품질을 높이려는 온라인 백과사전 프로젝트에 사서를 초대하는 위키백과 캠페인이다.
최초의 #1Lib1Ref 캠페인은 2016년 1월 위키백과 창립 15주년과 일치했다. "한 명의 사서, 하나의 인용"(One Librarian, One Reference)이라는 전제에 따라 주최측은 지구상의 각 사서가 인용문을 추가하는 데 15분을 할애한다면 결합된 노력이 영어 위키백과의 350,000개의 "출처 필요" 알림 백로그를 제거할 수 있으리라 추정했다. 첫 주간 행사는 2016년 1월 15일부터 23일까지 진행되었으며 다양한 소셜 미디어 플랫폼에서 #1lib1ref 해시태그를 사용했다.